# James Maddison
James Daniel Maddison (Coventry, 23 novembre 1996) è un calciatore inglese, centrocampista del Tottenham e della nazionale inglese.

## Caratteristiche
È un trequartista dotato di grande tecnica e abile nei calci piazzati; grazie alla sua visione di gioco, si dimostra un ottimo uomo-assist.

## Carriera

### Club

#### Coventry
Calcisticamente cresciuto nel settore giovanile del Coventry City, ha esordito in prima squadra il 13 gennaio 2015, nella partita persa per 1-2 contro il Cardiff City alla Ricoh Arena.
Il 31 gennaio 2016 viene acquistato dal Norwich City, che decide di lasciarlo in prestito al Coventry fino al termine della stagione.

#### Aberdeen
Il 31 agosto 2016 viene girato in prestito agli scozzesi dell'Aberdeen, con i quali vive un'esperienza positiva segnando due reti in quattordici partite: la prima nel successo per 3-1 contro il Dundee United, la seconda su punizione contro i Rangers.

#### Norwich City
A gennaio torna al Norwich, con cui disputa 3 partite segnando un goal; proprio nella prima di queste, giocata il 17 aprile 2017, ha segnato la sua prima rete con il club nel successo per 3-1 contro il Preston North End al 92' e chiudendo di fatto la sfida.
Nonostante il pochissimo spazio trovato il 29 giugno 2017 rinnova il proprio contratto con il club. La scelta si rivela positiva da parte dei canaries in quanto Maddison segna 14 reti in 44 partite in stagione venendo nominato Norwich City Player of the Season oltre che miglior giovane del campionato. Ciononostante il Norwich ottiene un 14º posto. Tra i suoi goal c'è da segnalare una tripletta nella sconfitta per 4-3 contro l'Hull City.

#### Leicester City
Il 20 giugno 2018 viene acquistato dal Leicester City per circa venti milioni di euro. Con le Foxes gioca cinque stagioni, durante le quali raccoglie 203 partite e 55 reti, vince una FA Cup ed una Community Shield, ma si concludono con la retrocessione in Championship.

#### Tottenham
Il 28 giugno 2023, Maddison viene acquistato a titolo definitivo per circa 46 milioni di euro dal Tottenham, sempre in Premier League, con cui sottoscrive un contratto quinquennale. Esordisce con gli Spurs il 13 agosto contro il Brentford (2-2) fornendo due assist. Segna il suo primo gol il 26 agosto nella vittoria interna contro il Bournemouth (2-0).

### Nazionale
Dall'ottobre del 2018 ha ricevuto alcune convocazioni da parte di Gareth Southgate senza debuttare. Il 10 ottobre 2019 si autoesclude dai convocati in viste delle sfide contro Repubblica Ceca e Bulgaria per malattia, ma pochi giorni dopo è stato fotografato in un casinò mentre giocava a poker, e la cosa ha suscitato non poche polemiche nei suoi confronti. Tra l'altro Southgate già in precedenza aveva dei dubbi sulla professionalità di Maddison. Ciononostante, il 7 novembre seguente, viene nuovamente convocato da Southgate per le sfide contro Montenegro e Kosovo. Contro i montenegrini Maddison debutta con la selezione inglese, rimpiazzando al 56' Alex Oxlade-Chamberlain.
Viene convocato per i mondiali di Qatar 2022, senza però mai scendere in campo.

## Statistiche

### Presenze e reti nei club
Statistiche aggiornate al 28 febbraio 2025.
| Stagione              | Squadra               | Campionato            | Campionato | Campionato | Coppe nazionali | Coppe nazionali | Coppe nazionali | Coppe continentali | Coppe continentali | Coppe continentali | Altre coppe | Altre coppe | Altre coppe | Totale | Totale |
| Stagione              | Squadra               | Comp                  | Pres       | Reti       | Comp            | Pres            | Reti            | Comp               | Pres               | Reti               | Comp        | Pres        | Reti        | Pres   | Reti   |
| --------------------- | --------------------- | --------------------- | ---------- | ---------- | --------------- | --------------- | --------------- | ------------------ | ------------------ | ------------------ | ----------- | ----------- | ----------- | ------ | ------ |
| gen.-giu 2015         | Coventry City         | FL1                   | 12         | 2          | FACup+CdL       | 1+1             | 0               | -                  | -                  | -                  | FLT         | 4           | 0           | 18     | 2      |
| 2015-2016             | Coventry City         | FL1                   | 23         | 3          | FACup+CdL       | 0+1             | 0               | -                  | -                  | -                  | FLT         | 0           | 0           | 24     | 3      |
| Totale Coventry City  | Totale Coventry City  | Totale Coventry City  | 35         | 5          |                 | 3               | 0               |                    | -                  | -                  |             | 4           | 0           | 42     | 5      |
| ago.2016              | Norwich City          | FLC                   | 0          | 0          | FACup+CdL       | 0+1             | 0+0             | -                  | -                  | -                  |             | -           | -           | 1      | 0      |
| ago.2016              | Norwich City U21      |                       | -          | -          |                 | -               | -               | -                  | -                  | -                  | FLT         | 1           | 1           | 1      | 1      |
| 2016-gen. 2017        | Aberdeen              | SPL                   | 14         | 2          | CS+CdL          | 0+3             | 0               | -                  | -                  | -                  | -           | -           | -           | 17     | 2      |
| gen.-giu. 2017        | Norwich City          | FLC                   | 3          | 1          | FACup+CdL       | 0+0             | 0               | -                  | -                  | -                  |             | -           | -           | 3      | 1      |
| 2017-2018             | Norwich City          | FLC                   | 44         | 14         | FACup+CdL       | 2+3             | 0+1             | -                  | -                  | -                  | -           | -           | -           | 49     | 15     |
| Totale Norwich City   | Totale Norwich City   | Totale Norwich City   | 47         | 15         |                 | 6               | 1               |                    | -                  | -                  |             | -           | -           | 53     | 16     |
| 2018-2019             | Leicester City        | PL                    | 36         | 7          | FACup+CdL       | 1+1             | 0               | -                  | -                  | -                  | -           | -           | -           | 38     | 7      |
| 2019-2020             | Leicester City        | PL                    | 31         | 6          | FACup+CdL       | 2+5             | 0+3             | -                  | -                  | -                  | -           | -           | -           | 38     | 9      |
| 2020-2021             | Leicester City        | PL                    | 31         | 8          | FACup+CdL       | 4+1             | 1+0             | UEL                | 6                  | 2                  | -           | -           | -           | 42     | 11     |
| 2021-2022             | Leicester City        | PL                    | 35         | 12         | FACup+CdL       | 2+2             | 1+1             | UEL+UECL           | 5+8                | 1+3                | CS          | 1           | 0           | 53     | 18     |
| 2022-2023             | Leicester City        | PL                    | 30         | 10         | FACup+CdL       | 1+1             | 0+0             | -                  | -                  | -                  | -           | -           | -           | 32     | 10     |
| Totale Leicester City | Totale Leicester City | Totale Leicester City | 163        | 43         |                 | 20              | 6               |                    | 19                 | 6                  |             | 1           | 0           | 203    | 55     |
| 2023-2024             | Tottenham             | PL                    | 28         | 4          | FACup+CdL       | 1+1             | 0+0             | -                  | -                  | -                  | -           | -           | -           | 30     | 4      |
| 2024-2025             | Tottenham             | PL                    | 25         | 9          | FACup+CdL       | 1+2             | 0+0             | UEL                | 8                  | 3                  | -           | -           | -           | 36     | 12     |
| Totale Tottenham      | Totale Tottenham      | Totale Tottenham      | 53         | 13         |                 | 5               | 0               |                    | 8                  | 3                  |             | -           | -           | 66     | 16     |
| Totale carriera       | Totale carriera       | Totale carriera       | 312        | 78         |                 | 37              | 7               |                    | 27                 | 9                  |             | 6           | 1           | 382    | 95     |

### Presenze e reti in nazionale
| Cronologia completa delle presenze e delle reti in nazionale ― Inghilterra | Cronologia completa delle presenze e delle reti in nazionale ― Inghilterra | Cronologia completa delle presenze e delle reti in nazionale ― Inghilterra | Cronologia completa delle presenze e delle reti in nazionale ― Inghilterra | Cronologia completa delle presenze e delle reti in nazionale ― Inghilterra | Cronologia completa delle presenze e delle reti in nazionale ― Inghilterra | Cronologia completa delle presenze e delle reti in nazionale ― Inghilterra | Cronologia completa delle presenze e delle reti in nazionale ― Inghilterra |
| Data                                                                       | Città                                                                      | In casa                                                                    | Risultato                                                                  | Ospiti                                                                     | Competizione                                                               | Reti                                                                       | Note                                                                       |
| -------------------------------------------------------------------------- | -------------------------------------------------------------------------- | -------------------------------------------------------------------------- | -------------------------------------------------------------------------- | -------------------------------------------------------------------------- | -------------------------------------------------------------------------- | -------------------------------------------------------------------------- | -------------------------------------------------------------------------- |
| 14-11-2019                                                                 | Londra                                                                     | Inghilterra                                                                | 7 – 0                                                                      | Montenegro                                                                 | Qual. Euro 2020                                                            | -                                                                          | 56’                                                                        |
| 26-3-2023                                                                  | Londra                                                                     | Inghilterra                                                                | 2 – 0                                                                      | Ucraina                                                                    | Qual. Euro 2024                                                            | -                                                                          | 85’                                                                        |
| 16-6-2023                                                                  | Ta' Qali                                                                   | Malta                                                                      | 0 – 4                                                                      | Inghilterra                                                                | Qual. Euro 2024                                                            | -                                                                          | 70’                                                                        |
| 9-9-2023                                                                   | Breslavia                                                                  | Ucraina                                                                    | 1 – 1                                                                      | Inghilterra                                                                | Qual. Euro 2024                                                            | -                                                                          | 35’ 65’                                                                    |
| 13-10-2023                                                                 | Londra                                                                     | Inghilterra                                                                | 1 – 0                                                                      | Australia                                                                  | Amichevole                                                                 | -                                                                          | 73’                                                                        |
| 26-3-2024                                                                  | Londra                                                                     | Inghilterra                                                                | 2 – 2                                                                      | Belgio                                                                     | Amichevole                                                                 | -                                                                          | 74’ 90+1’                                                                  |
| 3-6-2024                                                                   | Newcastle upon Tyne                                                        | Inghilterra                                                                | 3 – 0                                                                      | Bosnia ed Erzegovina                                                       | Amichevole                                                                 | -                                                                          | 61’                                                                        |
| Totale                                                                     |                                                                            | Presenze                                                                   | 7                                                                          |                                                                            | Reti                                                                       | 0                                                                          |                                                                            |

## Palmarès

#### Competizioni nazionali
- Coppa d'Inghilterra: 1

Leicester City: 2020-2021
- Community Shield: 1

Leicester City: 2021

#### Competizioni internazionali
- UEFA Europa League: 1

Tottenham: 2024-2025